# Natalja Żedik
Natalja Walerjewna Żedik (ros. Наталья Валерьевна Жедик; ur. 11 lipca 1988 w Petersburgu) – rosyjska koszykarka, występująca na pozycjach rzucającej lub niskiej skrzydłowej, od 2020 zawodniczka Nadieżdy Orenburg.

## Osiągnięcia
Stan na 17 maja 2024, na podstawie, o ile nie zaznaczono inaczej.

### Drużynowe
- Wicemistrzyni:
  - Euroligi (2016, 2019)
  - Rosji (2014–2016, 2018–2020)
- Brązowa medalistka mistrzostw Rosji (2012, 2013, 2017)
- 3. miejsce w Eurolidze (2018)
- Zdobywczyni Pucharu Rosji (2018, 2020, 2021)
- Finalistka:
  - Pucharu Rosji (2012, 2014, 2019)
  - Superpucharu Rosji (2021)
- Uczestnik rozgrywek:
  - Euroligi (2011–2021)
  - Eurocup (2010/2011, 2021/2022)
  - Superpucharu Europy (2018)

### Reprezentacja
Seniorska
- Uczestniczka: 
  - igrzysk olimpijskich (2012 – 4. miejsce)[4]
  - mistrzostw:
    - świata (2010 – 7. miejsce)
    - Europy (2013 – 13. miejsce, 2017 – 9. miejsce)

  - kwalifikacji do Eurobasketu (2017, 2019, 2021)

Młodzieżowe
- Mistrzyni Europy U–20 (2008)[5]